# Sofía Papadopulu
Sofía Papadopulu –en griego, Σοφία Παπαδοπούλου– (Atenas, 19 de noviembre de 1983) es una deportista griega que compitió en vela en la clase Yngling. 
Participó en los Juegos Olímpicos de Pekín 2008, obteniendo una medalla de bronce en la clase Yngling (junto con Sofía Bekatoru y Viryinía Kravarioti). Ganó una medalla de bronce en el Campeonato Europeo de Yngling de 2007.

## Palmarés internacional
| \| Juegos Olímpicos \| Juegos Olímpicos \| Juegos Olímpicos \| Juegos Olímpicos \| \| Año \| Lugar \| Medalla \| Clase \| \| ------------------ \| --------------------- \| ----------------- \| ---------------- \| \| 2008 \| Pekín (China) \| Medalla de bronce \| Yngling \| \| Campeonato Europeo \| \| \| \| \| Año \| Lugar \| Medalla \| Clase \| \| 2007 \| Warnemünde (Alemania) \| Medalla de bronce \| Yngling \| |                       |                   |         |
| Juegos Olímpicos |                       |                   |         |
| Año | Lugar                 | Medalla           | Clase   |
| 2008 | Pekín (China)         | Medalla de bronce | Yngling |
| Campeonato Europeo |                       |                   |         |
| Año | Lugar                 | Medalla           | Clase   |
| 2007 | Warnemünde (Alemania) | Medalla de bronce | Yngling |